# Always (이승환의 음반)
Always는 1991년 7월에 발매한 대한민국 싱어송라이터 이승환의 두 번째 정규 앨범이다.
한편, 해당 앨범에 속한 노래 <너를 향한 마음> <회상이 지나간 오후> 두 노래 작사-작곡자인 어수은이 1991년 4월 당시  이승환의 전 매니저한테 넘기면서 곡당 50만원과 인세 50만원씩 받기로 했으나 앨범이 100만장 이상 팔렸음에도 100만원 밖에 받지 못했다고 주장하자 이승환은 뒷날 어수은으로부터 6억원의 손해배상 청구소송을 당해야 했다.

## 곡 목록
1. 너를 향한 마음
2. 세상에 뿌려진 사랑만큼
3. 회상이 지나간 오후
4. 먼 시간 속의 추억
5. 하숙생
6. 슬픔에 관하여
7. 나는 나일 뿐
8. 이 밤을 뒤로
9. 사랑하는 걸
10. 아무래도 좋아
11. 이 세상은...

- 11번 트랙 '이 세상은'은 lp와 tape에는 제외되어 있다.

## 같이 보기
- 이승환 디스코그래피
- 이승환 콘서트